# Comté de Wetaskiwin No 10
Le comté de Wetaskiwin No 10 (anglais : Wetaskiwin County No. 10) est un district municipal de 10,866 habitants en 2011, situé dans la province d'Alberta, au Canada.

## Communautés et localités
Cités
- Wetaskiwin

Bourgs
- Millet

Villages d'été
- Argentia Beach
- Crystal Springs
- Grandview
- Ma-Me-O Beach
- Norris Beach
- Poplar Bay
- Silver Beach

Hameaux
- Alder Flats
- Buck Lake
- Falun
- Gwynne
- Mulhurst Bay
- Village at Pigeon Lake
- Westerose
- Winfield

Localités
- Aspen Acres
- Battle Lake
- Beachside Estates
- Bevan Estates
- Brightview
- Curilane Beach
- Diana
- Fairview Heights
- Fraspur
- Ganske
- Grandview Heights
- Knob Hill
- Lakeland Estates
- Lakeside Country Estates
- Lansdowne Park
- Larch Tree Park
- Malmo
- Maywood Bay
- Maywood Subdivision
- Modest Creek Estates
- Mullen Dalf
- Norbuck
- Nordic Place
- Patience
- Peace Hills Heights
- Peace Hills Park
- Pendryl
- Pineridge Downs
- Pipestone
- Prestone Village
- Springtree Park
- Texaco Bonnie Glen Camp
- Thompson Subdivision
- Town Lake
- Usona
- Viola Beach
- Wenham Valley
- Willowhaven Estates
- Wizard Heights
- Yeoford

## Démographie
| 2001   | 2006   | 2011   | 2016   |
| ------ | ------ | ------ | ------ |
| 10 695 | 10 535 | 10 866 | 11 181 |